# Simon Colosimo
Simon Colosimo (ur. 8 stycznia 1979 w Melbourne) – australijski piłkarz, reprezentant kraju, grający na pozycji obrońcy.

## Kariera klubowa
Colosimo karierę rozpoczął w 1997 w klubie Carlton SC. Mimo zainteresowania ze strony takich klubów jak Bayern Monachium czy Panathinaikos AO, 14 marca 2000 zdecydował się na przejście do zespołu South Melbourne FC, z którym zdobył mistrzostwo National Soccer League w sezonie 2000/01.
Sezon 2001/2002 spędził w angielskim Manchesterze City, notując 6 występów w Championship. Do sezonu 2002/2003 przystąpił jako zawodnik belgijskiego Royal Antwerp FC, jednak nie zagrał w żadnym meczu i przeniósł się do Perth Glory FC. Sezon 2003/04 to dla gra Parramatta Power SC. W tym samym roku na krótko wyjechał do Malezji, do zespołu Pahang FA. Pomógł drużynie w zdobyciu mistrzostwa Malaysia Super League w sezonie 2004.
W 2005 powrócił do Perth Glory FC. Sezon 2006/07 spędził na wypożyczeniu w tureckim Sivassporze. 22 stycznia 2008 podpisał kontrakt z zespołem Sydney FC. Wygrał w sezonie 2009/10 A-League Premiership i A-League Championship w 2010.
Od 31 marca 2010 do 2013 był zawodnikiem zespołu z rodzinnego miasta, Melbourne Heart FC. Wystąpił dla tego zespołu w 63 spotkaniach, w których strzelił jedną bramkę. W sezonie 2013/2014 występował w indyjskim Dempo SC. Od 2014 grał w klubach z niższych lig australijskich takich jak Goulburn Valley Suns FC, Werribee City FC, Dandenong Thunder SC oraz Whittlesea Ranges FC. Karierę zakończył w 2018 w Bulleen Lions FC.
| Sezon     | Klub                    | Kraj               | Rozgrywki                | Mecze | Bramki |
| --------- | ----------------------- | ------------------ | ------------------------ | ----- | ------ |
| 1997/98   | Carlton SC              | Australia          | National Soccer League   | 21    | 1      |
| 1998/99   | Carlton SC              | Australia          | National Soccer League   | 13    | 5      |
| 1999/2000 | Carlton SC              | Australia          | National Soccer League   | 11    | 2      |
| 2000/01   | Carlton SC              | Australia          | National Soccer League   | 5     | 2      |
| 2000/01   | South Melbourne FC      | Australia          | National Soccer League   | 18    | 2      |
| 2001/02   | Manchester City         | Anglia             | Championship             | 6     | 0      |
| 2002/03   | Perth Glory FC          | Australia          | National Soccer League   | 14    | 0      |
| 2003/04   | Parramatta Power SC     | Australia          | National Soccer League   | 23    | 1      |
| 2004      | Pahang FA               | Federacja Malajska | Malaysia Super League    | 20    | 6      |
| 2005/06   | Perth Glory FC          | Australia          | A-League                 | 17    | 0      |
| 2006/07   | Perth Glory FC          | Australia          | A-League                 | 17    | 2      |
| 2006/07   | Sivasspor               | Turcja             | Süper Lig                | 14    | 1      |
| 2007/08   | Perth Glory FC          | Australia          | A-League                 | 16    | 0      |
| 2008/09   | Sydney FC               | Australia          | A-League                 | 5     | 0      |
| 2009/10   | Sydney FC               | Australia          | A-League                 | 25    | 0      |
| 2010/11   | Melbourne Heart FC      | Australia          | A-League                 | 26    | 1      |
| 2011/12   | Melbourne Heart FC      | Australia          | A-League                 | 16    | 0      |
| 2012/13   | Melbourne Heart FC      | Australia          | A-League                 | 21    | 0      |
| 2013/14   | Dempo SC                | Indie              | I-League                 | 19    | 0      |
| 2014      | Goulburn Valley Suns FC | Australia          | National Premier Leagues | 8     | 0      |
| 2015      | Werribee City FC        | Australia          | National Premier Leagues |       |        |
| 2016      | Dandenong Thunder SC    | Australia          | National Premier Leagues |       |        |
| 2017      | Dandenong Thunder SC    | Australia          | National Premier Leagues |       |        |
| 2018      | Whittlesea Ranges FC    | Australia          | National Premier Leagues |       |        |
| 2018      | Bulleen Lions FC        | Australia          | National Premier Leagues |       |        |

## Kariera reprezentacyjna
Jones występował w reprezentacji Australii do lat 20 oraz 23. Wystąpił także na Igrzyskach Olimpijskich 2000 w Sydney. Podczas turnieju wystąpił w trzech spotkaniach z Włochami (0:1), Nigerią (2:3) oraz Hondurasem (1:2). Drużyna gospodarzy zakończyła Igrzyska na ostatnim miejscu w grupie, z zerowym dorobkiem punktowym.
Colosimo w kadrze seniorów zadebiutował 25 września 1998 podczas rozgrywanego w ramach Pucharu Narodów Oceanii spotkaniu z Fidżi. Mecz zakończył się zwycięstwem Australii 3:1. Podczas tych rozgrywek zagrał również w starciu z Wyspami Cooka oraz w przegranym 0:1 finale z Nową Zelandią. Dwa lata później został powołany na Puchar Narodów Oceanii 2000. Tam zagrał w meczu z Wyspami Salomona, a Australia zakończyła mistrzostwa kontynentu na 1. miejscu. Wystąpił w rozgrywanym 11 kwietnia 2001 meczu eliminacyjnym do Mistrzostw Świata 2002 z Samoa Amerykańskim, zakończonym wynikiem 31:0. Jest to najwyższe zwycięstwo w meczu reprezentacji narodowych, a Colosimo był autorem 2 bramek.
W 2004 po raz ostatni wystąpił na Pucharze Narodów Oceanii. Zagrał w trzech spotkaniach z Wyspami Salomona, a jego drużyna została po raz kolejny mistrzem Oceanii. Rok później znalazł się w kadrze na Puchar Konfederacji. Na turnieju rozgrywanym w Niemczech wystąpił w spotkaniu z Tunezją.
Ostatni mecz w drużynie narodowej to wygrany 1:0 mecz z 3 marca 2010 przeciwko Indonezji. Łącznie Colosimo w latach 1998–2010 wystąpił w 26 spotkaniach reprezentacji Australii, w których strzelił 3 bramki.
| Mecze i gole w reprezentacji | Mecze i gole w reprezentacji | Mecze i gole w reprezentacji | Mecze i gole w reprezentacji | Mecze i gole w reprezentacji | Mecze i gole w reprezentacji | Mecze i gole w reprezentacji |
| #                            | Data                         | Miasto                       | Przeciwnik                   | Gol                          | Wynik                        | Rozgrywki                    |
| ---------------------------- | ---------------------------- | ---------------------------- | ---------------------------- | ---------------------------- | ---------------------------- | ---------------------------- |
| 1.                           | 25.09.1998                   | Milton                       | Fidżi                        |                              | 3:1                          | Puchar Narodów Oceanii 1998  |
| 2.                           | 28.09.1998                   | Milton                       | Wyspy Cooka                  |                              | 16:0                         | Puchar Narodów Oceanii 1998  |
| 3.                           | 04.10.1998                   | Milton                       | Nowa Zelandia                |                              | 0:1                          | Puchar Narodów Oceanii 1998  |
| 4.                           | 05.11.1998                   | San Jose                     | Stany Zjednoczone            |                              | 0:0                          | towarzyski                   |
| 5.                           | 09.06.2000                   | Sydney                       | Paragwaj                     |                              | 0:0                          | towarzyski                   |
| 6.                           | 12.06.2000                   | Brisbane                     | Paragwaj                     |                              | 0:0                          | towarzyski                   |
| 7.                           | 23.06.2000                   | Pirae                        | Wyspy Salomona               |                              | 6:0                          | Puchar Narodów Oceanii 2000  |
| 8.                           | 04.10.2000                   | Dubaj                        | Kuwejt                       |                              | 1:0                          | towarzyski                   |
| 9.                           | 07.10.2000                   | Dubaj                        | Korea Południowa             |                              | 2:4                          | towarzyski                   |
| 10.                          | 28.02.2001                   | Bogota                       | Kolumbia                     |                              | 2:3                          | towarzyski                   |
| 11.                          | 11.04.2001                   | Coffs Harbour                | Samoa Amerykańskie           | Gol · Gol                    | 31:0                         | El. MŚ 2002                  |
| 12.                          | 14.04.2001                   | Coffs Harbour                | Fidżi                        |                              | 2:0                          | El. MŚ 2002                  |
| 13.                          | 16.04.2001                   | Coffs Harbour                | Samoa                        |                              | 11:0                         | El. MŚ 2002                  |
| 14.                          | 18.02.2004                   | Caracas                      | Wenezuela                    |                              | 1:1                          | towarzyski                   |
| 15.                          | 21.05.2004                   | Sydney                       | Turcja                       |                              | 1:3                          | towarzyski                   |
| 16.                          | 24.05.2004                   | Docklands                    | Turcja                       |                              | 0:1                          | towarzyski                   |
| 17.                          | 29.05.2004                   | Adelaide                     | Nowa Zelandia                |                              | 1:0                          | El. MŚ 2006                  |
| 18.                          | 25.06.2004                   | Adelaide                     | Wyspy Salomona               |                              | 2:2                          | Puchar Narodów Oceanii 2004  |
| 19.                          | 09.10.2004                   | Honiara                      | Wyspy Salomona               |                              | 5:1                          | Puchar Narodów Oceanii 2004  |
| 20.                          | 12.10.2004                   | Sydney                       | Wyspy Salomona               |                              | 6:0                          | Puchar Narodów Oceanii 2004  |
| 21.                          | 29.03.2005                   | Perth                        | Indonezja                    |                              | 3:0                          | towarzyski                   |
| 22.                          | 09.06.2005                   | Londyn                       | Nowa Zelandia                | Gol                          | 1:0                          | towarzyski                   |
| 23.                          | 21.06.2005                   | Lipsk                        | Tunezja                      |                              | 0:2                          | PK 2005                      |
| 24.                          | 24.03.2007                   | Guangzhou                    | Chiny                        |                              | 2:0                          | towarzyski                   |
| 25.                          | 06.01.2010                   | Kuwejt                       | Kuwejt                       |                              | 2:2                          | El. Pucharu Azji 2011        |
| 26.                          | 03.03.2010                   | Milton                       | Indonezja                    |                              | 1:0                          | El. Pucharu Azji 2011        |

## Sukcesy
Australia
- Puchar Narodów Oceanii (2): 1998 (2. miejsce), 2000 (1. miejsce), 2004 (1. miejsce)

South Melbourne FC
- Mistrzostwo National Soccer League (1): 2000/01

Manchester City
- Mistrzostwo EFL Championship (1): 2001/02

Pahang FA
- Mistrzostwo Malaysia Super League (1): 2004

Sydney FC
- A-League Premiership (1): 2009/10
- A-League Championship (1): 2010